# Kim Ryholt
Kim Steven Bardrum Ryholt (* 19. Juni 1970 in New Jersey, Vereinigte Staaten) ist ein US-amerikanisch-dänischer Ägyptologe und seit 2000 außerordentlicher Professor an der Universität Kopenhagen.

## Leben
Kim Ryholt begann sein Studium an der Universität Kopenhagen, das er dort 1990 mit dem Bachelor of Arts abschloss. Danach ging er nach Deutschland, wo er 1991 an der Freien Universität in Berlin und von 1992 bis 1993 an der Julius-Maximilians-Universität in Würzburg studierte. 1993 erlangte er den Master-Grad an der Universität Kopenhagen. 1994–1998 war er Forschungsstipendiat. 1998 wurde er Juniorprofessor an der Universität Kopenhagen, wo er 2000 promovierte und im gleichen Jahr zum außerordentlichen Professor berufen wurde. Ryholts Forschungsschwerpunkte bilden die altägyptische Geschichte und Literatur sowie kultureller Austausch und Identitätsbildung. Er ist Kurator der Papyrus-Carlsberg-Sammlung.

## Schriften
Autor
- The Political Situation in Egypt during the Second Intermediate Period, c. 1800-1550 B.C. (= The Carsten Niebuhr Institute Publications. Vol. 20, ISSN 0902-5499). The Carsten Niebuhr Institute of Near Eastern studies, Kopenhagen 1997, ISBN 87-7289-421-0.
- The Story of Petese son of Petetnum, and Seventy Other Good and Bad Stories (1999)
- The Petese Stories II (2006)
- Narratives from the Tebtunis Temple Library (im Druck)

Herausgeber
- A Miscellany of Demotic Texts and Studies (2000)
- Acts of the Seventh International Conference of Demotic Studies (2002)
- Hieratic Texts from the Collection (2006)